# GJ 1214 b
GJ 1214b (også kaldet Gliese 1214 b) er en exoplanet, der kredser om stjernen Gliese 1214, som befinder sig 42 lysår fra vort solsystem i stjernebilledet Ophiuchus. Opdagelsen af exoplaneten blev offentliggjort i tidsskriftet Nature, den 16. december 2009.
GJ 1214b består hovedsageligt af vand. Rundt om planeten ligger en 200 km tyk og meget tæt atmosfære, der mest består af brint og helium. Planeten er for varm til at holde på en atmosfære, så astronomerne formoder, at atmosfæren enten er blevet ændret for nylig eller bliver løbende fornyet. Overfladen er 200 grader varm, så på trods af den tunge atmosfære kan der nogle steder i nærheden findes vand i flydende form, mener nogle af astronomerne bag opdagelsen, for eksempel Darvid Charbonneau fra Harvard University.
GJ 1214b har en radius, der er 2,7 gange så stor som Jordens radius, men blot en 6,6 gange så stor større masse og dermed blot en tredjedel så stor massefylde. Blandt andet fordi vand har en lavere massefylde end bjergarter, anser astronomerne det for sandsynligt, at GJ 1214b stort set består af vand, og at den har en stor atmosfære.

## Hastighed
Planetens hastighed i sit omløb er 99 km/s.